# لورا وودز
لورا وودز (بالإنجليزية: Laura Woods)‏ هي مقدمة تلفزيونية أيرلندية، ولدت في 12 مايو 1977 في دبلن في جمهورية أيرلندا.